# Georges Leenheere
Georges Bertrand Leenheere (Bruxelles, 21 novembre 1919 – Bruxelles, ...) è stato un pallanuotista belga, che ha disputato le Olimpiadi di Londra 1948 e di Helsinki 1952, gareggiando nel torneo di pallanuoto.